# Challenger de Cherburgo 2024
El torneo Challenger La Manche 2024 fue un torneo de tenis perteneció al ATP Challenger Tour 2024 en la categoría Challenger 75. Se trató de la 31ª edición; el torneo tuvo lugar en la ciudad de Cherburgo (Francia), desde el 12 hasta el 18 de febrero de 2024 sobre pista dura bajo techo.

## Jugadores participantes del cuadro de individuales
| Favorito | País                      | Jugador               | Rank1 | Posición en el torneo |
| -------- | ------------------------- | --------------------- | ----- | --------------------- |
| 1        | Bandera de Estados Unidos | Brandon Nakashima     | 91    | Segunda ronda         |
| 2        | Bandera de Francia        | Quentin Halys         | 101   | Semifinales           |
| 3        | Bandera de Francia        | Benoît Paire          | 110   | Segunda ronda         |
| 4        | Bandera de Hungría        | Zsombor Piros         | 129   | CAMPEÓN               |
| 5        | Bandera de Francia        | Titouan Droguet       | 157   | Cuartos de final      |
| 6        | Bandera del Reino Unido   | Jan Choinski          | 161   | Primera ronda         |
| 7        | Bandera de Francia        | Pierre-Hugues Herbert | 168   | Baja                  |
| 8        | Bandera de Francia        | Antoine Escoffier     | 171   | Primera ronda         |

- 1 Se ha tomado en cuenta el ranking del 5 de febrero de 2024.

### Otros participantes
Los siguientes jugadores recibieron una invitación (wild card), por lo tanto ingresan directamente al cuadro principal (WC):
- Quentin Halys
- Maé Malige
- Benoît Paire

Los siguientes jugadores ingresan al cuadro principal tras disputar el cuadro clasificatorio (Q):
- Buvaysar Gadamauri
- Tristan Lamasine
- Hazem Naw
- Lorenzo Rottoli
- James Trotter
- Nikolay Vylegzhanin

## Campeones

### Individual Masculino
- Zsombor Piros derrotó en la final a  Matteo Martineau por 6–3, 6–4

### Dobles Masculino
- George Goldhoff /  James Trotter derrotaron en la final a  Ryan Nijboer /  Niklas Schell por 6–2, 6–3